# Hastings Russell, 12. Duke of Bedford
Hastings William Sackville Russell, 12. Duke of Bedford (* 21. Dezember 1888 in Cairnsmore House, Minnigaff, Kirkcudbrightshire; † 9. Oktober 1953 in Endsleigh Cottage, Devon) war ein britischer Peer und Politiker.

## Leben
Russell war der einzige Sohn des Herbrand Russell, 11. Duke of Bedford (1858–1940), aus dessen Ehe mit Mary du Caurroy Tribe (1865–1937). Als Heir apparent seines Vaters führte er seit 1893 den Höflichkeitstitel Marquess of Tavistock.
Er besuchte das Eton College und schloss sein Studium am Balliol College der Universität Oxford als Master of Arts ab. Er diente zunächst als Private des 10th Battalion, Middlesex Regiment in der Territorial Force der British Army und stieg dort 1911 zum Second Lieutenant und schließlich während des Ersten Weltkriegs zum Lieutenant auf, bevor er aus gesundheitlichen Gründen aus dem Armeedienst ausschied. 1915 amtierte er als Sheriff von Bedfordshire.
Er betätigte sich unter anderem als Naturalist und Ornithologe mit Spezialisierung auf Papageien.
1939 war er Mitgründer der rechtsextremen British People’s Party. Mit dem Tod seines Vaters erbte er 1940 dessen Adelstitel als 12. Duke of Bedford, 12. Marquess of Tavistock, 16. Earl of Bedford, 17. Baron Russell, 14. Baron Russell of Thornhaugh und 12. Baron Howland, sowie den damit verbundenen Sitz im House of Lords. Im Hansard sind zwischen 1942 und 1952 31 Parlamentsreden von ihm verzeichnet.
Er starb 1953 im Alter von 64 Jahren in Folge eines Schießunfalls.

## Ehe und Nachkommen
1914 heiratete er Louisa Crommelin Roberta Jowitt Whitwell (1893–1960). Mit ihr hatte er zwei Söhne und eine Tochter:
- John Robert Russell, 13. Duke of Bedford (1917–2002);
- Lady Daphne Crommelin Russell (* 1920);
- Lord Hugh Hastings Russell (1923–2005).